# Linum littorale
Linum littorale är en linväxtart som beskrevs av A. St.-hil.. Linum littorale ingår i släktet linsläktet, och familjen linväxter. Utöver nominatformen finns också underarten L. l. oblongifolium.